# Piet Sielck
Piet Sielck (Amburgo, 14 novembre 1963) è un musicista e produttore discografico tedesco.
Attualmente è il frontman degli Iron Savior e chitarrista ritmico dei Savage Circus.

## Carriera
Iniziò la sua carriera musicale nel 1982 negli Iron Fist (la band fondata da Kai Hansen che cambierà nome in Helloween nel 1983), con i quali registrò solo una demo nel 1983, per poi lasciare la band nello stesso anno.
Nel 1996 fonda gli Iron Savior, band speed power metal in cui è maggiormente concentrato.
Nel 2004 viene invitato da Thomas Stauch ad entrare nei Savage Circus come chitarrista ritmico. Fu lo stesso Sielck poi a contattare Jens Carlsson e Emil Norberg dei Persuader (band dalle sonorità simili agli Iron Savior) per completare la formazione della band.

## Discografia

### Con gli Iron Savior
- Iron Savior (1997)
- Unification (1998)
- Interlude (1999)
- Dark Assault (2001)
- Condition Red (2002)
- Battering Ram (2004)
- Megatropolis (2007)
- The Landing (2011)

### Con i Savage Circus
- Dreamland Manor (2005)

### Partecipazioni
- Gamma Ray: Heaven Can Wait (EP, 1990)
- Blind Guardian: Tales from the Twilight World (1990)
- Grave Digger: Tunes of War (1996)
- Blind Guardian: The Forgotten Tales (1996)
- Gamma Ray: Somewhere Out in Space (1997)
- Grave Digger: Knights of the Cross (1998)
- Heavenly: Coming from the Sky (2000)
- Airborn: Against the World (2001)
- Airborn: D-Generation (2003)
- Dyecrest: The Way Of Pain (2004)
- Twisted Tower Dire: Crest of the Martyrs (2005)
- Paragon: Revenge (2005)
- Persuader: When Eden Burns (2006)
- Airborn: Dark Future Rising (2014)

### Tribute album
- Slave to the Power: The Iron Maiden Tribute (2000)
- Keepers of Jericho II: Tribute - Helloween (2003)